# Murtaugh
Murtaugh é uma cidade localizada no estado americano de Idaho, no Condado de Twin Falls.

## Demografia
Segundo o censo americano de 2000, a sua população era de 139 habitantes.
Em 2006, foi estimada uma população de 140, um aumento de 1 (0.7%).

## Geografia
De acordo com o United States Census Bureau tem uma área de
0,4 km², dos quais 0,4 km² cobertos por terra e 0,0 km² cobertos por água. Murtaugh localiza-se a aproximadamente 1291 m acima do nível do mar.

## Localidades na vizinhança
O diagrama seguinte representa as localidades num raio de 32 km ao redor de Murtaugh.